# アレクサンドル・ルチンスキー
アレクサンドル・アレクサンドロヴィッチ・ルチンスキー（ロシア語: Александр Александрович Лучинский、1900年3月10日 - 1990年12月25日）は、ソビエト連邦の軍人。1919年1月から1964年9月まで軍務にあった。

## 経歴

### 初期
1900年3月10日にロシア帝国のウクライナのキエフに誕生した。1919年1月に赤軍に入隊し、小隊長、中隊長としてウラル及びルビシチェンで白軍と戦う。1924年11月以降は小隊長、中隊長、連隊長、学校長、1932年1月に連隊参謀長を歴任し、1936年11月から連隊長となった。1937年7月に始まった日中戦争では義勇兵として参加し、1940年にM.V.フルンゼ名称軍事アカデミーを卒業した後は、1941年4月から第83山岳狙撃師団長となった。

### 戦時中
1942年11月からザカフカーズ及び北カフカーズ戦線で戦闘に参加し、1943年5月から第3山岳狙撃軍団長となり、ヤルタ及びセヴァストポリを解放した。1944年5月から第28軍司令官となり、バグラチオン作戦・東プロシア作戦・ケーニヒスベルク南西の敵の撃破・ベルリン南東の敵の撃破に参加した。東プロシア作戦での功績に対して、1945年4月にソ連邦英雄称号が授与された。同年6月からザバイカル戦線の第36軍司令官となり、関東軍を撃破した。

### 終戦後
1948年4月に高等陸軍士官学校の高等学術課程を卒業し、1949年4月から駐ドイツソビエト軍集団副総司令官、同年9月にレニングラード軍管区司令官、1953年5月にトルケスタン軍管区司令官となった。1952年10月に党中央委員会委員候補、その他に第2期から第4期の最高会議代議員を務め、1955年8月に元帥の階級を授与された。1958年4月に国防省第一副主任監督官、1964年9月から国防省監察総監の軍事監察顧問となった。なお1969年1月から1986年3月まで、ここの副長官であった。
1990年12月25日にモスクワにて、90歳で死去した。